# Hydrocoryne macrogastera
Hydrocoryne macrogastera is een hydroïdpoliep uit de familie Hydrocorynidae. De poliep komt uit het geslacht Hydrocoryne. Hydrocoryne macrogastera werd in 2006 voor het eerst wetenschappelijk beschreven door Xu & Huang. 